# Polsat Reality
Polsat Reality - kanał o charakterze uniwersalnym należący do Telewizji Polsat, który został oficjalnie uruchomiony 5 maja 2025 roku. Od 1 kwietnia 2021 do daty oficjalnego startu prowadzona była jego emisja testowa.

## Historia
Kanał otrzymał koncesję na nadawanie w marcu 2016 roku. Mimo tego stacja ruszyła dopiero 5 lat później - 1 kwietnia 2021 r. - razem z kanałami Polsat X i Polsat Film 2, w ramach emisji testowej, będącymi wtedy "kanałami widmo", do których dostęp mieli tylko niektórzy pracownicy Polsatu. 16 stycznia 2022 w godzinach 17:30 - 17:40 Polsat Box omyłkowo udostępnił sygnał stacji; do podobnej sytuacji doszło 10 lutego 2025 ok. godz. 3:40. W marcu 2025 roku przedłużono koncesję dla kanału o kolejne 10 lat. 15 kwietnia 2025 roku kanał zmienił logo i system emisyjny - zniknął także poziomy pasek na samej górze ekranu. 5 maja 2025 roku nastąpił oficjalny start kanału.

## Dostępność
Polsat Reality jest dostępny w Polsat Box, Polsat Box Go, Orange TV, kablówce SAT FILM oraz w Netii. Wkrótce będzie u innych dostawców telewizji. Do 5 maja 2025 roku był on oferowany jedynie wybranym grupom abonentów Polsat Box. Na początku czerwca 2025r. kanał trafił do oferty Orange.

## Programy

### do 5 maja 2025
- Świat według Kiepskich
- Na ratunek 112
- Drwale i inne opowieści Bieszczadu
- Słoiki
- Polacy za granicą
- Malanowski i partnerzy
- Przyjaciółki
- Rolnicy. Podlasie
- Sekrety rodziny
- Pielęgniarki
- Zdrady
- SuperLudzie Extra
- Nasz nowy dom

### od 5 maja 2025[9]
- Miłość i seks
- Ambulans
- Najpiękniejsze domy na wsi
- Więzienie kobiet
- Działkowcy
- Nastolatki: Generacja jutra
- Tajemnicze zaginięcia kobiet
- Poprawki skalpelem
- Szeptunka
- 48h. Zaginieni
- Farma
- Rolnicy. Podlasie

## Logo
| Data wprowadzenia | Opis | Ilustracja |
| ----------------- | --- | ---------- |
| 1 kwietnia 2021   | W górnej części loga napis „reality”. Litera „t” ze specjalnym ozdobnikiem ciągnącym się do samej góry logotypu. Kolorystyka jasnofioletowa. W dolnej części klasyczny napis „POLSAT” na czerwonym tle. Logo na ekranie półprzezroczyste. |            |
| 15 kwietnia 2025  | Szare paski (choć środkowy różowy) tworzące kulę, pod nią różowy napis „polsat reality”. |            |